# 쑨즈샹
쑨즈샹(중국어 간체자: 孙志翔, 병음: Sūn Zhìxiáng, 한자음: 손지상, 1990년 8월 5일 ~ )은 중국의 배우이다.